# Liste der Bodendenkmale in Cremlingen
In der Liste der Bodendenkmale in Cremlingen sind die Bodendenkmale der niedersächsischen Gemeinde Cremlingen aufgeführt. Die Quelle ist der Denkmalatlas Niedersachsen.
- Diese Liste erhebt keinen Anspruch auf Vollständigkeit.
- Die Angaben ersetzen nicht die rechtsverbindliche Auskunft der zuständigen Denkmalschutzbehörde.
- Es sind nur Daten aus dem Denkmalatlas verarbeitet.
- Der Stand der Liste ist der 6. Juni 2025.

Cremlingen im Landkreis Wolfenbüttel

## Allgemein
In den Spalten finden sich folgende Informationen des Bodendenkmales:
| Lage         | geographische Koordinaten                                                           |
| Bezeichnung  | Bezeichnung lt. Denkmalatlas                                                        |
| Beschreibung | Beschreibung lt. Denkmalatlas                                                       |
| ID           | Objekt-ID                                                                           |
| Bild         | Bild, ggf. zusätzlich mit Link zu weiteren Fotos im Medienarchiv Wikimedia Commons. |

## Destedt
| Lage                         | Bezeichnung           | Beschreibung | ID       | Bild |
| ---------------------------- | --------------------- | --- | -------- | ---- |
| 52° 13′ 54″ N, 10° 44′ 39″ O | Destedt 33, Grabhügel | Durchmesser ca. 4 m und Höhe ca. 0,3 m. Flach gewölbt, rund. Hügelfuß flach auslaufend.                                                                         | 28954882 | BW   |
| 52° 13′ 53″ N, 10° 44′ 40″ O | Destedt 34, Grabhügel | Durchmesser ca. 6 m und Höhe ca. 0,4 m. Unregelmäßig. Durch Grabungsmulden und Erdanhäufungen stark gestört. Heute in Resten erhalten.                          | 28954886 | BW   |
| 52° 13′ 53″ N, 10° 44′ 38″ O | Destedt 35, Grabhügel | Größe ca. 6 × 4 m und Höhe ca. 0,4 m. Oval, SO-NW orientiert. Flach gewölbt. Randbereiche leicht abgesetzt. Flache Mulde im Zentrum.                            | 28954885 | BW   |
| 52° 15′ 20″ N, 10° 41′ 4″ O  | Destedt 36, Grabhügel | Durchmesser ca. 13 m und Höhe ca. 0,5 m. Fast rund. Kuppe abgeflacht, Randbereiche flach auslaufend und verwaschen. Westlicher Rand von Waldpfad angeschnitten. | 28954876 | BW   |

### Destedt 1
- ID: 28953678
- 39 Erdhügel; Größe und Erhaltungszustand unterschiedlich. 1947 von Meyer vermessen.

| Lage                         | Bezeichnung | Beschreibung | ID       | Bild |
| ---------------------------- | ----------- | --- | -------- | ---- |
| 52° 13′ 27″ N, 10° 43′ 38″ O | Destedt 1   | Durchmesser ca. 6 m und Höhe ca. 0,5 m. Ungestört.                                                                | 28955267 | BW   |
| 52° 13′ 29″ N, 10° 43′ 40″ O | Destedt 2   | Durchmesser ca. 3 m und Höhe ca. 0,45 m. Ungestört.                                                               | 28955171 | BW   |
| 52° 13′ 28″ N, 10° 43′ 40″ O | Destedt 3   | Durchmesser ca. 3 m und Höhe ca. 0,25 m. Ungestört.                                                               | 28955268 | BW   |
| 52° 13′ 28″ N, 10° 43′ 42″ O | Destedt 4   | Durchmesser ca. 4,5 m und Höhe ca. 0,4 m. Gestört.                                                                | 28955270 | BW   |
| 52° 13′ 29″ N, 10° 43′ 42″ O | Destedt 5   | Durchmesser ca. 4 m und Höhe ca. 0,25 m. Ungestört.                                                               | 28955271 | BW   |
| 52° 13′ 29″ N, 10° 43′ 45″ O | Destedt 6   | Durchmesser ca. 5 m und Höhe ca. 0,6 m. Ungestört.                                                                | 28955273 | BW   |
| 52° 13′ 31″ N, 10° 43′ 45″ O | Destedt 7   | Durchmesser ca. 5,5 m und Höhe ca. 0,7 m. Ungestört.                                                              | 28955274 | BW   |
| 52° 13′ 29″ N, 10° 43′ 47″ O | Destedt 8   | Durchmesser ca. 5 m und Höhe ca. 0,5 m. Ungestört.                                                                | 28955275 | BW   |
| 52° 13′ 31″ N, 10° 43′ 47″ O | Destedt 9   | Durchmesser ca. 3 m und Höhe ca. 0,6 m. Ungestört.                                                                | 28955269 | BW   |
| 52° 13′ 30″ N, 10° 43′ 50″ O | Destedt 10  | Durchmesser ca. 5 m und Höhe ca. 0,25 m. Ungestört.                                                               | 28955277 | BW   |
| 52° 13′ 31″ N, 10° 43′ 50″ O | Destedt 11  | Durchmesser ca. 6 m und Höhe ca. 0,45 m. Nordrand durch Weg gestört.                                              | 28955279 | BW   |
| 52° 13′ 32″ N, 10° 43′ 51″ O | Destedt 12  | Durchmesser ca. 5 m und Höhe ca. 0,55 m. Ungestört.                                                               | 28955281 | BW   |
| 52° 13′ 31″ N, 10° 43′ 52″ O | Destedt 13  | Durchmesser ca. 4 m und Höhe ca. 0,45 m. Gestört.                                                                 | 28955283 | BW   |
| 52° 13′ 32″ N, 10° 43′ 53″ O | Destedt 14  | Durchmesser ca. 5,5 m und Höhe ca. 0,75 m. Ungestört.                                                             | 28955285 | BW   |
| 52° 13′ 32″ N, 10° 43′ 56″ O | Destedt 15  | Durchmesser ca. 5 m und Höhe ca. 0,5 m. Gestört.                                                                  | 28955286 | BW   |
| 52° 13′ 33″ N, 10° 43′ 57″ O | Destedt 16  | Durchmesser ca. 6 m und Höhe ca. 0,5 m. Gestört.                                                                  | 28955288 | BW   |
| 52° 13′ 33″ N, 10° 43′ 58″ O | Destedt 17  | Durchmesser ca. 4,5 m und Höhe ca. 0,4 m. Gestört.                                                                | 28955289 | BW   |
| 52° 13′ 34″ N, 10° 43′ 59″ O | Destedt 18  | Durchmesser ca. 6 m und Höhe ca. 0,6 m. Gestört.                                                                  | 28955291 | BW   |
| 52° 13′ 33″ N, 10° 44′ 1″ O  | Destedt 19  | Durchmesser ca. 6 m und Höhe ca. 0,6 m. Gestört.                                                                  | 28955295 | BW   |
| 52° 13′ 34″ N, 10° 44′ 3″ O  | Destedt 20  | Durchmesser ca. 4,5 m und Höhe ca. 0,6 m. Gestört.                                                                | 28955390 | BW   |
| 52° 13′ 35″ N, 10° 44′ 4″ O  | Destedt 21  | Durchmesser ca. 5 m und Höhe ca. 0,6 m. Ungestört.                                                                | 28955391 | BW   |
| 52° 13′ 35″ N, 10° 44′ 6″ O  | Destedt 22  | Durchmesser ca. 2,5 m und Höhe ca. 0,25 m. Ungestört.                                                             | 28955392 | BW   |
| 52° 13′ 35″ N, 10° 44′ 6″ O  | Destedt 23  | Durchmesser ca. 4 m und Höhe ca. 0,3 m. Ungestört.                                                                | 28955393 | BW   |
| 52° 13′ 35″ N, 10° 44′ 7″ O  | Destedt 24  | Durchmesser ca. 3,5 m und Höhe ca. 0,3 m. Ungestört.                                                              | 28955407 | BW   |
| 52° 13′ 35″ N, 10° 44′ 8″ O  | Destedt 25  | Durchmesser ca. 4 m und Höhe ca. 0,4 m. Gestört.                                                                  | 28955394 | BW   |
| 52° 13′ 36″ N, 10° 44′ 8″ O  | Destedt 26  | Durchmesser ca. 3 m und Höhe ca. 0,3 m. Ungestört.                                                                | 28955410 | BW   |
| 52° 13′ 35″ N, 10° 44′ 9″ O  | Destedt 27  | Durchmesser ca. 4 m und Höhe ca. 0,5 m. Rund. Kuppe flach gewölbt, Rand flach aber deutlich abgesetzt.            | 28955408 | BW   |
| 52° 13′ 36″ N, 10° 44′ 10″ O | Destedt 28  | Durchmesser ca. 4,5 m und Höhe ca. 0,4 m. Rund. Kuppe abgeflacht. Rand abgesetzt. In Mitte eine tiefe Mulde.      | 28955409 | BW   |
| 52° 13′ 36″ N, 10° 44′ 10″ O | Destedt 29  | Durchmesser ca. 4 m und Höhe ca. 0,45 m. Rund. Abgeflachte Kuppe. Flach auslaufende aber abgesetzte Randbereiche. | 28955411 | BW   |

## Hemkenrode
| Lage                         | Bezeichnung                   | Beschreibung | ID       | Bild |
| ---------------------------- | ----------------------------- | --- | -------- | ---- |
| 52° 13′ 26″ N, 10° 43′ 29″ O | Hemkenrode 1, Grabhügel       | Durchmesser ca. 4 m und Höhe ca. 0,6 m. Hoch gewölbt, fast rund. Hügelfuß deutlich abgesetzt. | 28955413 | BW   |
| 52° 13′ 27″ N, 10° 43′ 31″ O | Hemkenrode 2, Grabhügel       | Durchmesser ca. 6 m und Höhe ca. 0,8 m. Hoch gewölbt. Hügelfuß im Nordosten flach auslaufend, sonst deutlich abgesetzt. Bereits 1947 gestört. In der Kuppe eine Mulde (Trichter von Raubgrabung ?).    | 28955414 | BW   |
| 52° 13′ 30″ N, 10° 43′ 31″ O | Hemkenrode 3, Grabhügel       | Durchmesser ca. 6 m und Höhe ca. 0,6 m. Fast rund. Hoch gewölbt, Rand stark abgesetzt. Bereits 1947 gestört. In der Kuppe eine 50 × 50 cm große Mulde (Trichter von Raubgrabung?).                     | 28955415 | BW   |
| 52° 13′ 29″ N, 10° 43′ 33″ O | Hemkenrode 4, Grabhügel       | Durchmesser ca. 6 m und Höhe ca. 0,25 m. Rund. Flach gewölbt. Hügelfuß flach auslaufend. Ungestört. | 28955417 | BW   |
| 52° 13′ 27″ N, 10° 43′ 32″ O | Hemkenrode 5, Grabhügel       | Durchmesser ca. 6 m und Höhe ca. 0,4 m. Fast rund. Deutlich gewölbt. Hügelfuß abgesetzt. Nördlicher Randbereich gestört. Der ungestörte Hügel wurde 1947 untersucht (Grabung der S-Hälfte).            | 28955418 | BW   |
| 52° 13′ 26″ N, 10° 43′ 32″ O | Hemkenrode 6, Grabhügel       | Durchmesser ca. 5 m und Höhe ca. 0,5 m. Rund. Deutlich gewölbt. Östlicher Rand flacher auslaufend. Hügelfuß nach Westen (geländebedingt) steiler abgesetzt. Bereits 1947 leicht gestört.               | 28955420 | BW   |
| 52° 13′ 27″ N, 10° 43′ 35″ O | Hemkenrode 7, Grabhügel       | Durchmesser ca. 7 m und Höhe ca. 0,7 m. Rund. Hochgewölbt. Rand abgesetzt. | 28953427 | BW   |
| 52° 13′ 28″ N, 10° 43′ 34″ O | Hemkenrode 8, Grabhügel       | Durchmesser ca. 6 m und Höhe ca. 0,5 m. Deutlich gewölbt, rund. Kuppe abgeflacht. Rand abgesetzt. Im Südostteil des Hügels leichte Mulde. Der ungestörte Hügel wurde 1947 gegraben, dabei keine Funde. | 28953428 | BW   |
| 52° 13′ 28″ N, 10° 43′ 36″ O | Hemkenrode 9, Grabhügel       | Durchmesser ca. 5 m und Höhe ca. 0,4 m. Flach gewölbt. Verwaschene Konturen. Randbereiche flach auslaufend. Anscheinend ungestört.                                                                     | 28953429 | BW   |
| 52° 13′ 31″ N, 10° 43′ 35″ O | Hemkenrode 10, Grabhügel      | Durchmesser ca. 5 m und Höhe ca. 0,3 m. Fast rund, deutlich gewölbt. Abgeflachte Kuppe. Randbereiche flach auslaufend. Anscheinend ungestört.                                                          | 28953431 | BW   |
| 52° 13′ 29″ N, 10° 43′ 28″ O | Hemkenrode 11, Terrassenäcker | NO-SW verlaufende Terrassenäcker; nördl. der Landwehr besser, südl. davon schlechter erhalten. | 28953432 | BW   |